# Еппенбрунн
Еппенбрунн (нім. Eppenbrunn) — громада в Німеччині, розташована в землі Рейнланд-Пфальц. Входить до складу району Південно-Західний Пфальц. Складова частина об'єднання громад Пірмазенс-Ланд.
Площа — 34,03 км2. Населення становить 1304 ос. (станом на 31 грудня 2020).

## Галерея

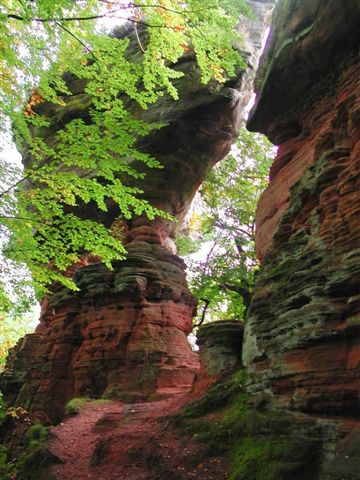
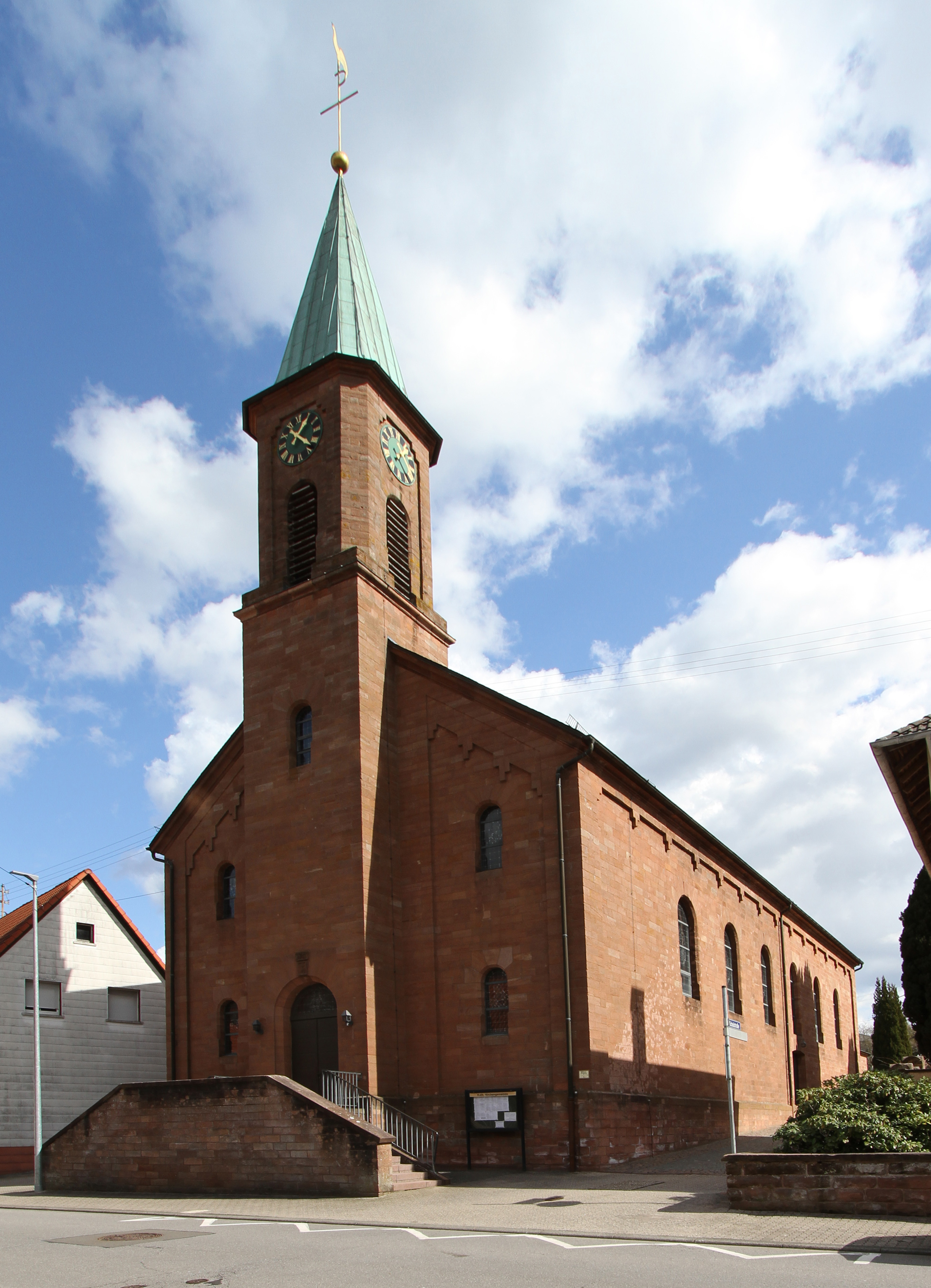
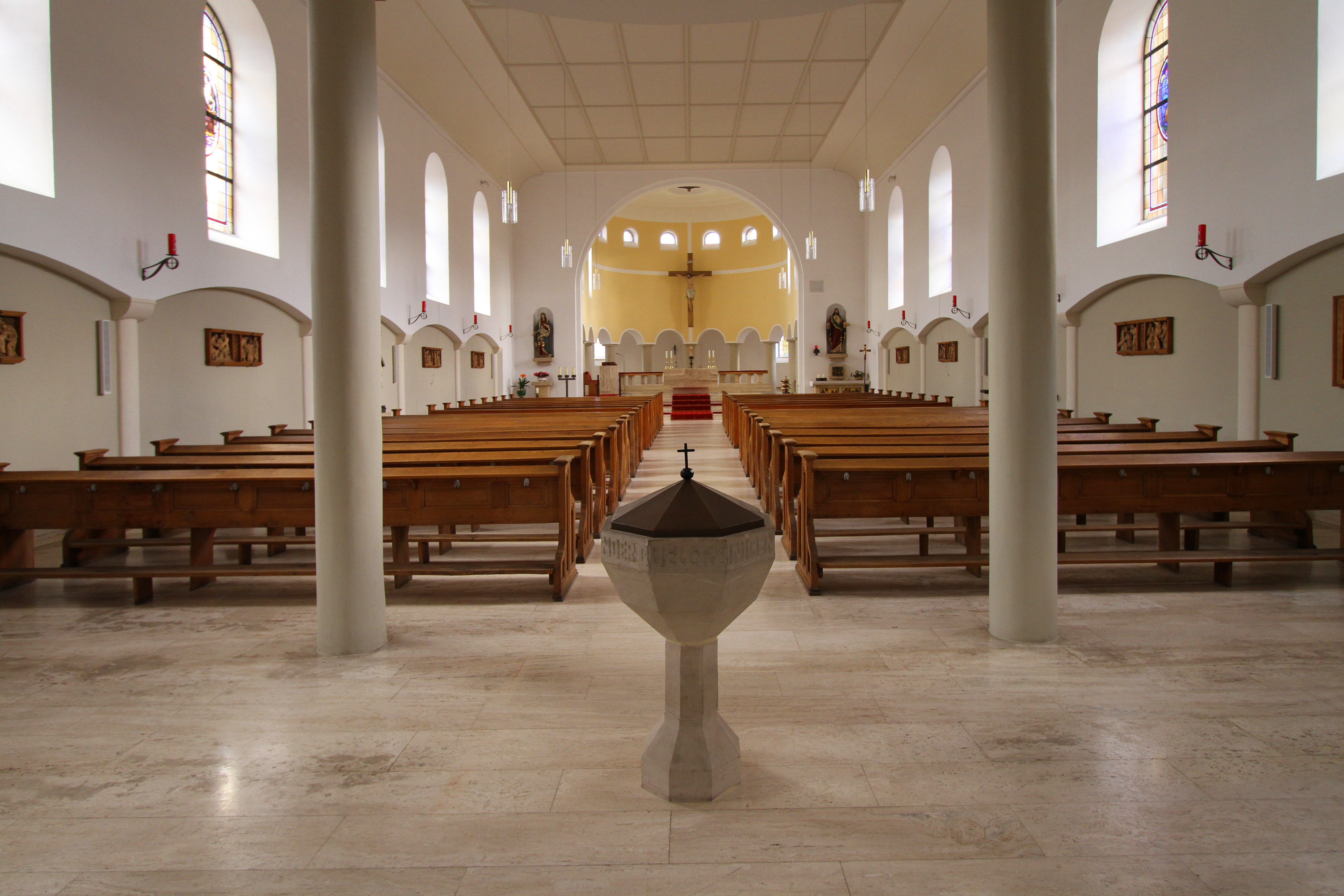